# Ісідзу Сатіе
Ісідзу Сатіе (нар. 3 вересня 1992) — колишня японська тенісистка.
Найвищу одиночну позицію світового рейтингу — 162 місце досягла 10 лютого 2014, парну — 287 місце — 31 березня 2014 року.
Здобула 9 одиночних та 1 парний титул.

## Фінали ITF
| Легенда         |
| --------------- |
| турніри $50,000 |
| турніри $25,000 |
| турніри $10,000 |

### Одиночний розряд: 13 (9–4)
| Результат | Ранг | Дата            | Турнір                  | Покриття   | Суперниця        | Рахунок       |
| --------- | ---- | --------------- | ----------------------- | ---------- | ---------------- | ------------- |
| Перемога  | 1.   | 31 серпня 2008  | ITF Сайтама, Японія     | Тверде     | Хванг І-Хсюань   | 6–2, 6–2      |
| Поразка   | 1.   | 12 липня 2009   | ITF Токіо, Японія       | Килим      | Дой Місакі       | 1–6, 4–6      |
| Поразка   | 2.   | 22 серпня 2009  | ITF Нонтхабурі, Таїланд | Тверде     | Чжан Лін         | 3–6, 5–7      |
| Перемога  | 2.   | 30 серпня 2009  | ITF Сайтама, Японія     | Тверде     | Сіхо Акіта       | 6–3, 6–4      |
| Перемога  | 3.   | 27 березня 2010 | ITF Кофу, Японія        | Тверде     | Акіко Йонемура   | 1–6, 6–1, 6–0 |
| Перемога  | 4.   | 25 квітня 2010  | ITF Mie, Японія         | Килим      | Юмі Накано       | 6–0, 6–4      |
| Перемога  | 5.   | 6 червня 2010   | ITF Коморо, Японія      | Ґрунт      | Міябі Іноуе      | 6–0, 6–1      |
| Перемога  | 6.   | 1 травня 2011   | ITF Ґіфу, Японія        | Тверде     | Емілі Веблі-Сміт | 6–1, 6–3      |
| Поразка   | 3.   | 29 травня 2011  | ITF Ніїґата, Японія     | Тверде     | Еріка Сема       | 6–7(5), 4–6   |
| Поразка   | 4.   | 9 липня 2011    | ITF Паттая, Таїланд     | Тверде     | Омае Акіко       | 5–7, 2–6      |
| Перемога  | 7.   | 12 січня 2013   | ITF Гонконг             | Тверде     | Вень Сінь        | 2–6, 6–1, 6–3 |
| Перемога  | 8.   | 10 лютого 2013  | ITF Ранчо-Міраж, США    | Тверде     | Жюлі Куен        | 6–3, 7–6(3)   |
| Перемога  | 9.   | 12 вересня 2015 | ITF Кіото, Японія       | Тверде (i) | Юріна Косіро     | 3–6, 6–1, 6–1 |

### Парний розряд: 4 (1–3)
| Результат | Ранг | Дата              | Турнір                 | Покриття | Партнерка       | Суперниці                         | Рахунок          |
| --------- | ---- | ----------------- | ---------------------- | -------- | --------------- | --------------------------------- | ---------------- |
| Поразка   | 1.   | 24 грудня 2010    | ITF Пуне, Індія        | Тверде   | Анна Шкудун     | Олександра Панова Ніна Братчикова | 3–6, 6–7(2)      |
| Поразка   | 2.   | 23 листопада 2012 | ITF Темуко, Чилі       | Ґрунт    | Даніела Шипперс | Вікторія Босіо Даніела Сегель     | 4–6, 2–6         |
| Перемога  | 1.   | 25 травня 2013    | ITF Каруїдзава, Японія | Трава    | Сіхо Акіта      | Еріка Такао Мікі Міямура          | 7–5, 7–6(8)      |
| Поразка   | 3.   | 22 червня 2013    | ITF Баффало, США       | Ґрунт    | Деніс Старр     | Емілі Гарман Александра Мюллер    | 6–4, 3–6, [7–10] |